# The Rotten Agenda
The Rotten Agenda è il terzo ed ultimo album studio degli Aus-Rotten.

## Tracce
Lato A
1. The Rotten Agenda - 1:11
2. Modern Day Witch Hunt - 4:18
3. Right Wing Warfare - 3:43
4. World Bank - 2:30
5. Factory - 2:32
6. The Second Rape - 4:40

Lato B
1. Plausible Deniability - 1:59
2. Who's Calling the Shots? - 2:44
3. Capital Punishment - 2:34
4. Absent Minded - 2:10
5. Isolation or Solution - 3:02
6. Tax Shelter - 3:01
7. Media Blackout - 2:13